# Michael Duberry
Michael Wayne Duberry (Enfield (Inglaterra), 14 de outubro de 1975) é um ex-futebolista inglês que atuava como zagueiro.

## Carreira em clubes
Após defender as categorias de base do Chelsea entre 1991 e 1993, Duberry estreou no time principal dos Blues na temporada 1993–94, jogando 2 partidas. Para ganhar mais experiência, foi emprestado ao Bournemouth em 1995, disputando 22 jogos pela terceira divisão e 8 pela Copa da Inglaterra. No mesmo ano, foi reintegrado ao elenco do Chelsea, onde atuou em 116 partidas oficiais, marcando 3 gols: um contra o Manchester United (pela Premier League de 1996–97) e outros 2 pela Copa da Inglaterra, sobre Grimsby Town e Wimbledon.
Em 1999, assinou com o Leeds United, atuando em 13 jogos em sua primeira temporada, com um gol marcado. Por 2 anos, Duberry jogou apenas 21 vezes na primeira divisão inglesa, quando passou a ser usado com mais frequência em 2003–04, quando o Leeds vendeu Rio Ferdinand e Jonathan Woodgate e Lucas Radebe, já em final de carreira, estava mais sujeito a lesões. Com o rebaixamento para a segunda divisão, o zagueiro permaneceu até 2004, mas disputou somente 4 jogos e entrou em campo ainda uma vez pela Copa da Inglaterra. Após 75 partidas e 4 gols, Duberry foi emprestado para o Stoke City, que o contrataria em definitivo ao final do período.
Vestiu também as camisas de Reading, Wycombe Wanderers, St. Johnstone (Escócia), Oxford United e Hendon, onde encerrou a carreira em outubro de 2013, 12 dias antes de completar 38 anos.

## Carreira internacional
Tendo atuado pela seleção Sub-21 da Inglaterra entre 1996 e 1997, Duberry era elegível também para representar Montserrat, onde seus pais nasceram. Em entrevista, afirmou que Ruel Fox (ex-meio-campista de Norwich City, Newcastle, Tottenham e West Bromwich Albion) havia perguntado ao zagueiro se ele poderia defender Montserrat, mas Duberry recusou, alegando que seu sonho era jogar pela Inglaterra. Ele, no entanto, nunca foi convocado para o English Team.
Já veterano, foi novamente abordado para vestir a camisa dos Emerald Boys, declinando novamente da proposta.

## Títulos
Chelsea
- Copa da Liga Inglesa: 1997–98
- Recopa Europeia: 1997–98
- Supercopa da UEFA: 1998